# Max Goldt

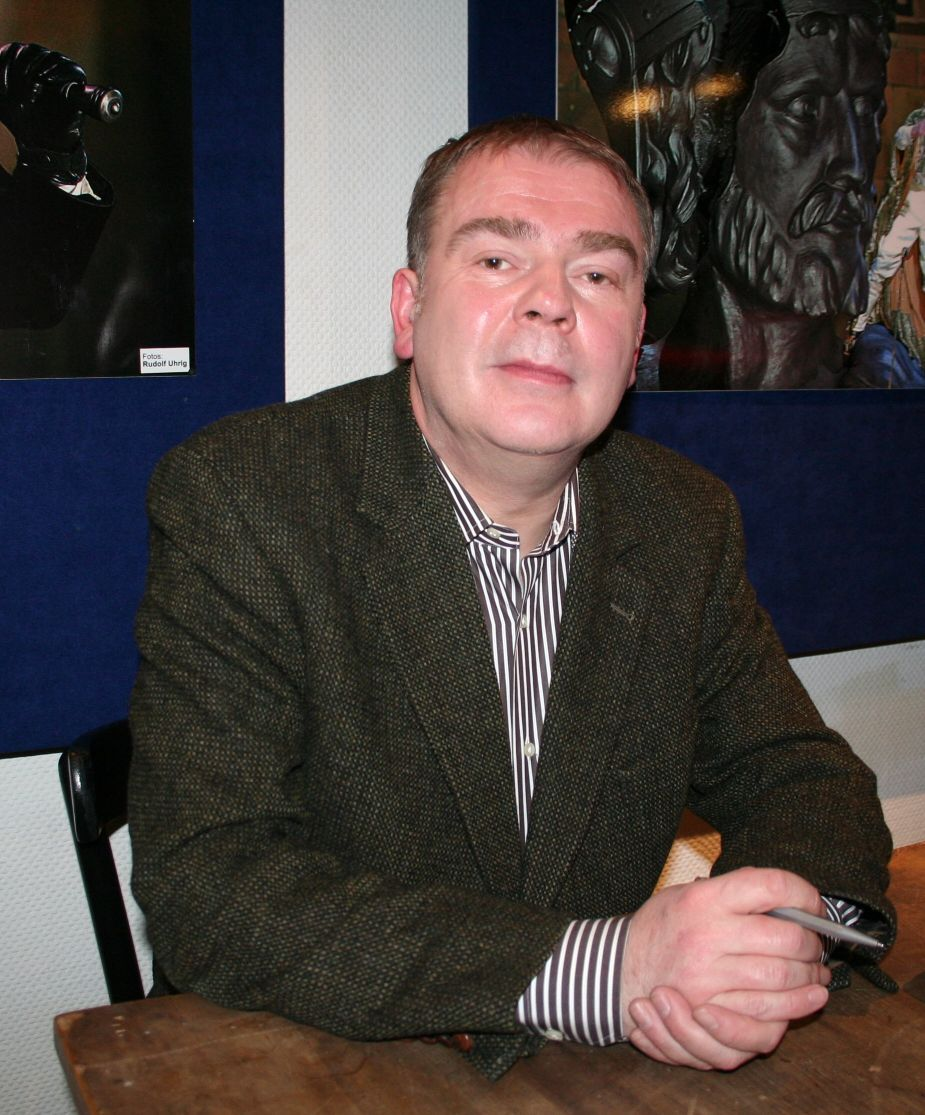
Max Goldt (2009)

Max Goldt (geboren 1958 in Weende; eigentlich Matthias Ernst, auch Onkel Max) ist ein deutscher Schriftsteller, Kolumnist, Musiker, Comic-Szenarist und Hörspielautor. Goldt schrieb von 1989 bis 2011 Kolumnen für das Satiremagazin Titanic und ist seit 1996 Teil des Comicduos Katz & Goldt, auf das sich seine literarische Tätigkeit seit den 2010er Jahren konzentriert. Außerdem ist er Mitglied der 1981 gegründeten Band Foyer des Arts.

## Leben
Goldts Eltern waren 1945 aus Schlesien geflohen. Aufgewachsen im traditionellen Arbeitermilieu, erwarb er als erster in seiner Familie die Hochschulreife. Nach dem Abitur am Theodor-Heuss-Gymnasium Göttingen zog er 1977 nach West-Berlin, wo er eine Fotografenausbildung begann. Er brach diese ab und wandte sich der Musik zu. Zwischen 1979 und 1986 arbeitete er als Fremdenführer. Der Text zum Foyer-des-Arts-Song Wissenswertes über Erlangen, der von einer Stadtführung durch Erlangen handelt, wurde als Resultat dieser Tätigkeit gedeutet. Zunächst war Goldt parallel als Musiker und Schriftsteller aktiv, bis er die Musik wegen finanzieller Erfolglosigkeit aufgab und beschloss, seinen Lebensunterhalt ausschließlich mit der Literatur zu verdienen.
In den 1980er Jahren pflegte Goldt Kontakte zur alternativen Kunstszene Ost-Berlins, wo er wiederholt mit Lesungen und Musik auftrat, etwa in der Galerie Deloch und in der Samariterkirche. Mit der DDR-Band Teurer denn je traten Foyer des Arts in einem Kino in Berlin-Weißensee auf. 1989 heiratete der offen schwul lebende Goldt die Auto-Perforations-Artistin Else Gabriel, um ihr eine Übersiedelung in die Bundesrepublik zu ermöglichen. Die Verlobung fand in der Villa Bärenfett des Karl-May-Museums Radebeul statt. Die Scheinehe wurde bald darauf wieder geschieden.
Goldt lebte längere Zeit in Hamburg, heute lebt er in Berlin.

## Musikalisches Werk
Ab 1980 trat Goldt unter seinem Pseudonym als Musiker auf, zunächst in der Schreibweise Max Gold. Als ihn die GEMA darauf hinwies, dass sich in ihrer Kartei bereits ein Künstler dieses Namens befand, änderte er sein Pseudonym in Max Goldt. 1981 gründete Goldt mit Gerd Pasemann das teilweise der Neuen Deutschen Welle zugeordnete Duo Foyer des Arts, für das er textete und sang. Pasemann hatte Goldt über eine Anzeige in einem Berliner Stadtmagazin kennengelernt und mit ihm zunächst an einem Projekt namens Aroma Plus mit englischsprachigen Texten gearbeitet. Es folgten zahlreiche Schallplattenveröffentlichungen, diesmal auch solo, zum Beispiel 1984 Die majestätische Ruhe des Anorganischen.
Seine Soloprojekte nahm Goldt anfangs mit der von ihm als „Rubbermind“ bezeichneten Technik auf, eine perkussive Spielweise, für die er eine Akustikgitarre und eine Unterlegzither mit Schlagstöcken, Pappen, Blechen und Geschenkpapier präparierte und sie im Knien spielte. Die Technik ähnelt der des präparierten Klaviers von John Cage, den Goldt zu dieser Zeit jedoch noch nicht kannte. Für die Demos verwendete Goldt zunächst eine TEAC-Vierspur-Bandmaschine, später eine Fostex-Achtspurmaschine. Die Beschäftigung mit „Rubbermind-Musik“ datiert Goldt zwischen 1977 und 1983. Nach einem Bandscheibenvorfall 1984 konnte er eine Zeitlang nicht knien und wandte sich daher Synthesizern zu. Er verwendete einen Yamaha DX7 und ein Roland-Bandecho.
Goldts musikalische Einflüsse sind breit. Nach eigenen Angaben hörte er mehrere Jahre lang jeden Tag das Werk Les Noces von Igor Strawinsky. Nach anfänglicher Ablehnung wandte er sich später auch dem Jazz zu. Goldt hegt außerdem eine Sympathie für elektronische Musik, die sich z. B. im Stück Die Räude niederschlug. In den Archiven von Pasemann und Goldt befinden sich noch zahlreiche Demos von Foyer des Arts auf Kassetten. Mit Stephan Winkler produzierte er 1998 als Musik-Duo NUUK die LP/CD Nachts in schwarzer Seilbahn nach Waldpotsdam. Goldts musikalische Arbeiten erschienen 2019 auf der 6-CD-Anthologie Draußen die herrliche Sonne – Musik 1980-2000.

## Literarisches Werk

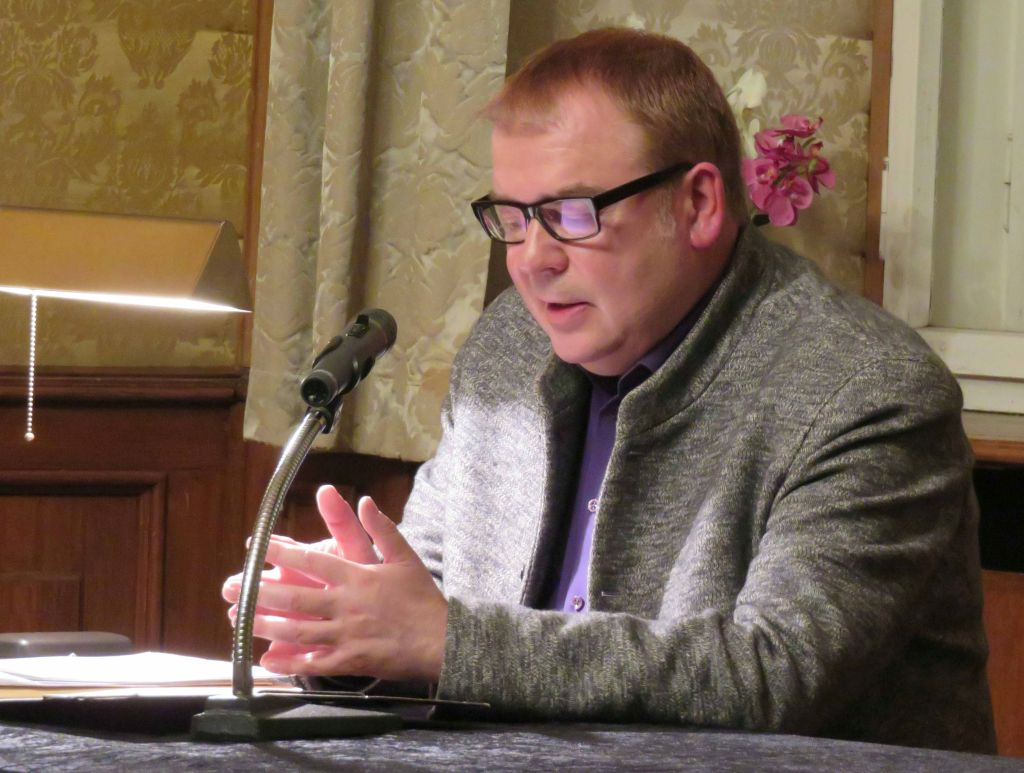
Max Goldt bei einer Lesung in Speyer (2016)

### Kolumnen
Goldt ist vor allem als Schriftsteller und Humorist bekannt. Nachdem er ab 1987 mit Kolumnen in der unabhängigen Berliner Zeitschrift Ich und mein Staubsauger und der von Tex Rubinowitz in Wien herausgegebenen Amerikanischen Krankenhaus Zeitung in kleinem Kreis Aufmerksamkeit erregt hatte, engagierte ihn das Satire-Magazin Titanic. Zwischen 1989 und 1998 veröffentlichte er dort 108 Kolumnen unter den Titeln Aus Onkel Max’ Kulturtagebuch, Diese Kolumne hat vorübergehend keinen Namen, Manfred Meyer berichtet aus Stuttgart und Informationen für Erwachsene. Von 2005 bis 2009 schrieb Goldt eine titellose Kolumne für Titanic, 2011 erschienen unregelmäßig einige weitere.

### Bücher, Lesungen, Hörspiele und Hörbücher
Goldts Texte erschienen gesammelt und in verschiedenen Überarbeitungen in Büchern. Zahlreiche Texte erschienen außerdem als Hörbücher (zumeist als Doppel-CDs) mit einer Kombination von Studioaufnahmen und Mitschnitten von Publikumslesungen. Als ein Vorbild im Bereich der Autorenlesung gibt Goldt Günter Grass an, den er 1980 erlebt hat. Für seine Lesungen überarbeitet Goldt ältere Texte regelmäßig. Einige Texte sind bisher nur auf Hörbuch erschienen, darunter insbesondere als Dramolette gelesene Comic-Skripts für die Comics von Katz & Goldt, die seit 2015 enthalten sind. Seit den 1980er Jahren schreibt Goldt Dramolette in Form von Dialogen oder fiktiven Radiointerviews, die er mit verteilten Rollen liest (darunter Die Radiotrinkerin, Ein Leben auf der Flucht vor der Koralle oder Mütter mit nach hinten). Goldt schreibt außerdem sprachkritische Essays, Tagebuchtexte, Gedichte, Hörspiel- und Comicszenarien. Er hat nie einen Roman veröffentlicht.

### Comics, Bildlegenden, Collagen und Buchgestaltung
Zusammen mit Marcus Weimer (Rattelschneck) gestaltete Goldt ab 1991 die Collage-Reihe Die Mulde in der Satirezeitschrift Kowalski. Seit 1996 arbeitet Goldt mit dem Zeichner Stephan Katz im Comicduo Katz & Goldt zusammen. Seit 1998 arbeitet Goldt mit dem Schriftsetzer Martin Z. Schröder zusammen, der ihn 1988 bei einer Lesung in der Ost-Berliner Samariterkirche gesehen und 1996 per Brief kontaktiert hatte. Häufig sind in Goldts Büchern von ihm gemachte Fotografien sowie Bilder mit ausführlichen Bildunterschriften und fiktiven Bildlegenden enthalten.

### Sonstiges
Goldt gibt seit den 2010er Jahren an, unter einer Schreibblockade zu leiden. Die Arbeit an Comics sei davon nicht betroffen. Seither erscheinen nur selten neue Texte, die zumeist in den Hörbüchern enthalten sind, etwa Frau Wentzien vom Deutschlandfunk (2021). Im Januar 2023 sagte Goldt, angesprochen auf das Thema, er sei „immer noch damit beschäftigt, meine Schwierigkeiten zu überwinden“ (zu finden ab Minute 14 im Gespräch mit dem ORF). Es mache ihm aber Spaß, seine Comics in Kurz-Dramen zu übersetzen.
Goldt tritt nur selten im Fernsehen auf und nimmt nie an der Frankfurter Buchmesse teil. 2017 war er Gesprächsgast in der literarischen TV-Sendung Druckfrisch von Literaturkritiker Denis Scheck. Ein Angebot Harald Juhnkes um 1990, Sketche für ihn zu schreiben, lehnte Goldt ab. Ebenso lehnte er zahlreiche weitere Angebote ab, an Drehbüchern für das Fernsehen mitzuwirken.

## Positionen

### Boulevardjournalismus
Im September 2000 kritisierte Goldt die Bild-Zeitung in seiner Titanic-Kolumne. Anlass war, dass Ernst August von Hannover eine Bild-Redakteurin wegen der respektlosen Berichterstattung über seine Person am Telefon beschimpft hatte. Ernst August war dabei fotografiert worden, wie er an den türkischen Pavillon auf der Expo 2000 uriniert hatte. Seine Aussagen wurden daraufhin in der Zeitung abgedruckt und fanden ein breites Echo. Goldt verteidigte Ernst August:

„Das, was Ernst August sagte, rief zwar stilistisch laut nach Lehrers Rotstift, es hatte aber eine beachtliche Energie. Vor allem sagte er inhaltlich Richtiges. Er sagte das, was jeder unverbogene Mensch einem Mitarbeiter dieses Blattes sagen sollte. Diese Zeitung ist ein Organ der Niedertracht. Es ist falsch, sie zu lesen. Jemand, der zu dieser Zeitung beiträgt, ist gesellschaftlich absolut inakzeptabel. Es wäre verfehlt, zu einem Redakteur dieses Blattes freundlich oder auch nur höflich zu sein. Man muß so unfreundlich zu ihnen sein, wie es das Gesetz grade noch zuläßt. Es sind schlechte Menschen, die Falsches tun.“

2007 schrieb Goldt einen Gastbeitrag im Bildblog.

### Geschlechtergerechte Sprache
Die Verwendung des Partizips Präsens als Mittel geschlechtergerechter Sprache kritisierte Goldt in einer Kolumne 2001 mit dem Titel Was man nicht sagt aus stilistischer Perspektive:

„Menschen, die an einer Universität einem Studium nachgehen, heißen Studenten. Möglicherweise gibt es noch ganz vereinzelte Studiengänge, die als klassische Männerfächer gelten, z. B. an den Bergbau-Universitäten in Freiberg (Sachsen) und Clausthal-Zellerfeld. Wenn man in diesen Ausnahmefällen darauf hinweisen möchte, daß auch Frauen dort studieren, muß man Studenten und Studentinnen sagen. Wie lächerlich der Begriff Studierende ist, wird deutlich, wenn man ihn mit einem Partizip Präsens verbindet. Man kann nicht sagen: In der Kneipe sitzen biertrinkende Studierende. Oder nach einem Massaker an einer Universität: Die Bevölkerung beweint die sterbenden Studierenden. Niemand kann gleichzeitig sterben und studieren.“

Der Sprachwissenschaftler Anatol Stefanowitsch kritisierte Goldts Position aus linguistischer Sicht: Ein nominalisiertes Partizip I müsse keineswegs jemanden bezeichnen, der die durch das Partizip ausgedrückte Tätigkeit im Moment des Sprechens ausführe.
Im Text Frau Wentzien vom Deutschlandfunk, publiziert auf seinem Hörbuch Genieß deinen Starrsinn an der Biegung des Flusses von 2021, kritisiert Max Goldt die Beidnennung, die er als „Doppeltsagerei“ bezeichnet, als „neues Funktionärsdeutsch“ und als „sprachbürokratische Maßnahme“.
Im Gespräch mit Peter Fässlacher vom ORF sagte Goldt: „Man sollte aufhören, vom generischen Maskulinum zu sprechen“, das sei „ein irreführender Ausdruck, das ist die neutrale Form, die selbstverständlich alle Menschen einschließt“ (Aussage ist zu finden ab Minute 25).

## Rezeption
Im Jahr 2008 wurde Goldt auf Empfehlung von Daniel Kehlmann mit dem Kleist-Preis ausgezeichnet. In der Begründung der Jury hieß es, Goldt habe den deutschen Alltag „bis zur Kenntlichkeit entstellt“. Eine ähnliche Formulierung hatte Goldt in einem früheren Text parodiert.
Daniel Kehlmann würdigte Max Goldt: „Seine Werke sind klug und klar, unaufdringlich moralisch – und vor allem das Witzigste, was die deutsche Literatur zu bieten hat.“ Zudem verglich er Goldt mit Thomas Mann: „Wer seine perfekte Syntax liest, wird nicht durch Zufall oft an Thomas Mann erinnert – und tatsächlich ist das einer der wenigen Autoren, zu deren Einfluss sich Goldt bekennt.“ Bei beiden entstehe „der Witz aus selbstbewusstem Manierismus, aus einer ironischen Überinstrumentierung des sprachlichen Materials; aber bei Goldt wird dieses Material konfrontiert mit etwas ganz anderem: dem Sprachmüll der Medien, allen Registern von Umgangssprache und Slang, der starren Knappheit der Bildergeschichte.“

## Auszeichnungen
- 1997: Kasseler Literaturpreis für grotesken Humor
- 1999: Richard-Schönfeld-Preis für literarische Satire
- 2008: Kleist-Preis[29]
- 2008: Hugo-Ball-Preis der Stadt Pirmasens[30]
- 2016: Göttinger Elch
- 2022: Jacob-Grimm-Preis Deutsche Sprache[31]

## Werke

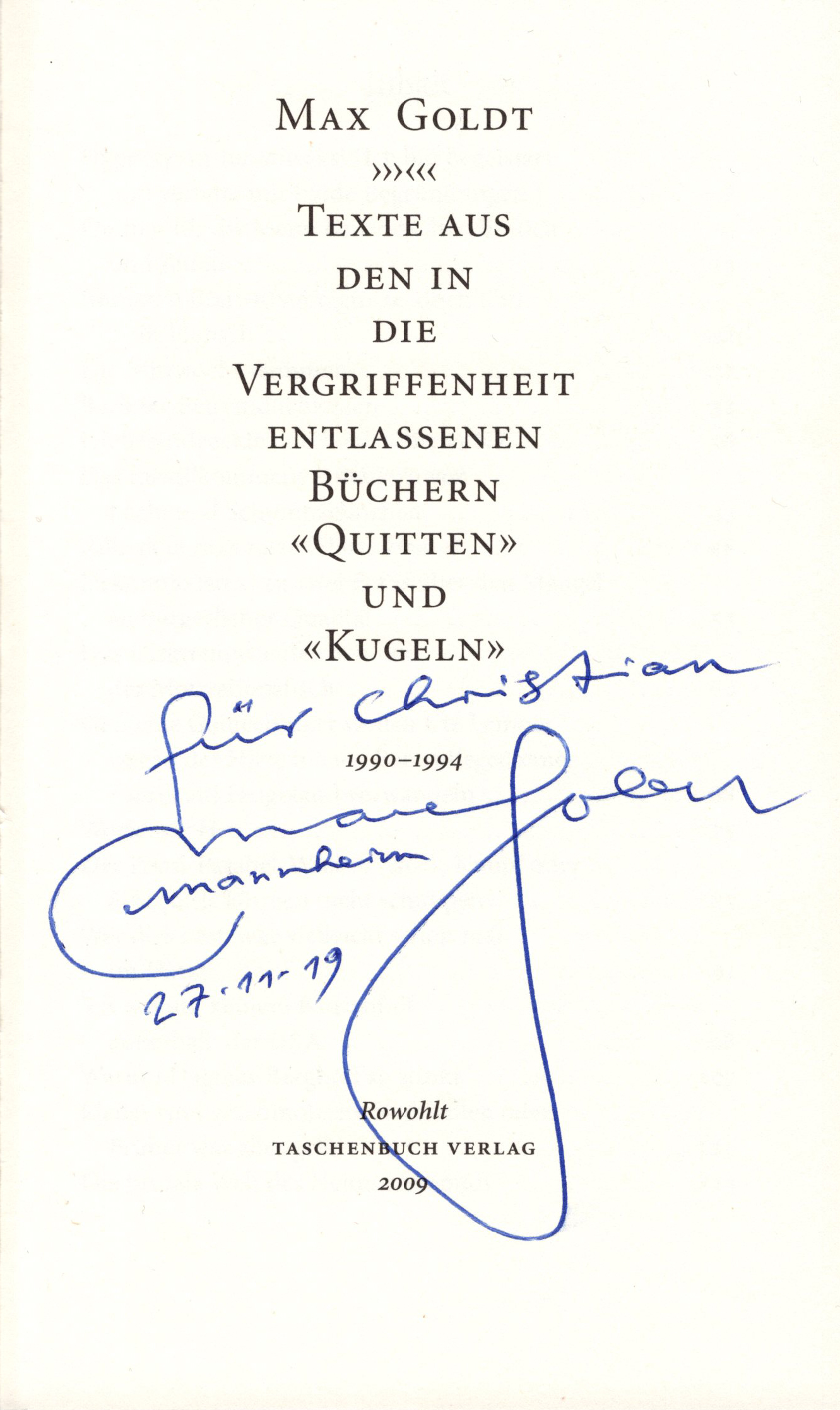
Von Max Goldt signierte Buchseite (2019)

### Bücher
- Mein äußerst schwer erziehbarer schwuler Schwager aus der Schweiz. A-verbal, Berlin 1984, ISBN 3-88999-003-7.
- Ungeduscht, geduzt und ausgebuht. A-verbal, Berlin 1988, ISBN 3-88999-006-1.
- Die Radiotrinkerin. Mit einem Vorwort von Robert Gernhardt). Haffmans Verlag, Zürich 1991, ISBN 3-251-01112-X.
- Quitten für die Menschen zwischen Emden und Zittau. Haffmans Verlag, Zürich 1993, ISBN 3-251-30008-3.
- Schließ einfach die Augen und stell dir vor, ich wäre Heinz Kluncker. Haffmans Verlag, Zürich 1994, ISBN 3-251-30044-X.
- Die Kugeln in unseren Köpfen. Haffmans Verlag, Zürich 1995, ISBN 3-251-00275-9.
- Der Sommerverächter. (= Literacard Nr. 11). Delius & Company, Berlin 1996, ISBN 3-931870-10-3.
- Ä. Haffmans Verlag, Zürich 1997, ISBN 3-251-30065-2.
- Ein gelbes Plastikthermometer in Form eines roten Plastikfisches (Typographie von Martin Z. Schröder). Revonnah Verlag 1998, ISBN 3-927715-87-5.
- „Mind-boggling“ – Evening Post. Haffmans Verlag 1998, ISBN 3-251-00405-0.
- Erntedankfäscht (gemeinsam mit Gerhard Henschel). Haffmans Verlag 1998, ISBN 3-251-00389-5.
- (als Hrsg.): Der Rabe – Magazin für jede Art von Literatur – Nummer 57. Haffmans Verlag 1999, ISBN 3-251-10057-2.
- (als Hrsg.): Der Rabe – Magazin für jede Art von Literatur – Nummer 60. Haffmans Verlag 2000.
- Der Krapfen auf dem Sims – Betrachtungen, Essays u. a. Alexander Fest Verlag 2001, ISBN 3-8286-0156-1.
- Die Aschenbechergymnastik – Best of Nicht-Kolumnen 1982-1998. Haffmans Verlag 1998, ISBN 3-251-00459-X.
- Okay Mutter, ich nehme die Mittagsmaschine – Beste Kolumnen. Haffmans Verlag 1999, ISBN 3-251-00440-9.
- Wenn man einen weißen Anzug anhat. Ein Tagebuch-Buch. Rowohlt 2002, ISBN 3-498-02493-0.
- Für Nächte am offenen Fenster. Die prachtvollsten Texte von 1988–2002. Rowohlt 2003, ISBN 3-498-02496-5.
- Ein Leben auf der Flucht vor der Koralle. Rowohlt 2004, ISBN 3-499-23540-4.
- Vom Zauber des seitlich dran Vorbeigehens. Rowohlt 2005, ISBN 3-498-02497-3.
- QQ. Rowohlt Berlin 2007, ISBN 3-87134-581-4.
- Atlas van de nieuwe Nederlandse vleermuizen. (Typographie von Martin Z. Schröder). Landt Verlag 2008, ISBN 978-3-938844-44-1.
- Ein Buch namens Zimbo: Sie werden kaum ertragen, was Ihnen mitgeteilt wird. Rowohlt 2009, ISBN 978-3-87134-665-1.
- Texte aus den in die Vergriffenheit entlassenen Büchern „Quitten“ & „Kugeln“. Rowohlt 2009, ISBN 978-3-499-25207-5.
- Gattin aus Holzabfällen. Rowohlt Berlin 2010, ISBN 978-3-87134-695-8.
- Nackt in einem Märchenschloß voll wirklich schlechter Menschen. (Typographie von Martin Z. Schröder). Letterpress Berlin 2010, ISBN 978-3-00-032310-2.
- Die Chefin verzichtet. Rowohlt Berlin 2012, ISBN 978-3-87134-751-1.
- Sind wir denn nur in Cordbettwäsche etwas wert? (Typographie von Martin Z. Schröder). Letterpress Berlin 2012, ISBN 978-3-00-038814-9.
- Chefinnen in bodenlangen Jeansröcken (Typographie von Martin Z. Schröder), Rowohlt Berlin 2014, ISBN 978-3-87134-792-4.
- Räusper: Comic-Skripts in Dramensatz. Rowohlt Berlin 2015, ISBN 978-3-87134-820-4.
- Lippen abwischen und lächeln. Die prachtvollsten Texte von 2003–2014 (und einige aus den Neunzigern). Rowohlt Berlin 2016, ISBN 978-3-87134-177-9.
- Aber? dtv, München 2025, ISBN 978-3-423-28488-2, Rezension.[32]

### Comics (gemeinsam mit Stephan Katz)
- Wenn Adoptierte den Tod ins Haus bringen. Jochen Enterprises 1997, ISBN 3-930486-30-X.
- Koksen um die Mäuse zu vergessen. Jochen Enterprises 1998, ISBN 3-551-75822-0.
- Ich Ratten. Jochen Enterprises 1999, ISBN 3-930486-80-6.
- Oh, Schlagsahne! Hier müssen Menschen sein. Carlsen Verlag 2001, ISBN 3-551-75823-9.
- Das Salz in der Las Vegas-Eule. Carlsen Verlag 2002, ISBN 3-551-75825-5.
- Adieu Sweet Bahnhof. Rowohlt Verlag 2004, ISBN 3-499-23896-9.
- Das Malträtieren unvollkommener Automaten. Rowohlt Verlag 2006, ISBN 3-499-24134-X.
- Der Globus ist unser Pony, der Kosmos unser richtiges Pferd. Edition Moderne 2007, ISBN 3-03731-015-4.
- Wellness rettet den Bindestrich. Edition Moderne 2008, ISBN 978-3-03731-037-3.
- Unglück mit allerlei Toten. Edition Moderne 2010, ISBN 978-3-03731-068-7.
- Katz und Goldt sowie der Berliner Fernsehturm aus der Sicht von jemandem, der zu faul ist, seinen Kaktus beiseite zu schieben. Edition Moderne 2012, ISBN 978-3-03731-094-6.
- Der Baum ist köstlich, Graf Zeppelin. Edition Moderne 2014, ISBN 978-3-03731-123-3.
- Lust auf etwas Perkussion, mein kleiner Wuschel? Edition Moderne 2016, ISBN 978-3-03731-151-6.
- Das vierzehnte Buch dieser beiden Herren, Edition Moderne 2018, ISBN 978-3-03731-183-7.
- Ohrfeige links, Ohrfeige rechts – Flegeljahre einer Psychotherapeutin, Edition Moderne 2020, ISBN 978-3-03731-204-9.
- Väter im Türspalt, Edition Moderne 2022, ISBN 978-3037312438.
- Iggy Pop hin, Iggy Pop her. Ich will Radieschen!, Edition Moderne 2024, ISBN 978-3-03731-269-8.

### Hörbücher
- Die sonderbare Zwitter-CD (Lese-Live Eins). Fünfundvierzig 1993.
- Die CD mit dem Kaffeeringecover (Lese-Live Zwei). Fünfundvierzig 1994.
- Weihnachten im Bordell (Lese-Live Drei). Fünfundvierzig 1995.
- Objekt mit Souvenircharakter (Lese-Live Vier). Fünfundvierzig 1996.
- Schöne Greatest Lese Live Oldies – Komische Appläuse. Motor 1997.
- Okay Mutter, ich nehme die Mittagsmaschine. Hörbuch München 1999, ISBN 3-453-16783-X.
- Die Aschenbechergymnastik. Raben Records/Heyne 2000.
- Der Krapfen auf dem Sims. Heyne Hörbuch 2001, ISBN 3-453-19096-3.
- Wenn man einen weißen Anzug anhat und anderes. Hörbuch Hamburg 2003, ISBN 3-89903-118-0.
- Für Nächte am offenen Fenster. Luxusprosa aus den neunziger Jahren. Hörbuch Hamburg 2003, ISBN 3-89903-123-7.
- Für Nächte am offenen Fenster. Zweite Folge – besser als die erste. Hörbuch Hamburg 2004, ISBN 3-89903-156-3.
- Vom Zauber des seitlich dran Vorbeigehens. Hörbuch Hamburg 2005, ISBN 3-89903-187-3.
- ’ne Nonne kauft ’ner Nutte ’nen Duden. Dreizehn Texte 1991–2005. Hörbuch Hamburg 2006, ISBN 3-89903-236-5.
- QQ – Quiet Quality. Hörbuch Hamburg, 2007, ISBN 978-3-89903-409-7.
- Nichts als Punk und Pils und Staatsverdruß. Hörbuch Hamburg 2008, ISBN 978-3-89903-490-5.
- Nicht jede kalte Säge schafft es nach New York. Hörbuch Hamburg 2009, ISBN 978-3-89903-650-3.
- Unsere traurige technische Zukunft. Hörbuch Hamburg 2010, ISBN 978-3-89903-698-5.
- Penisg’schichterln aus dem Hotel Mama, 2 CD, Hörbuch Hamburg 2011, ISBN 978-3-89903-601-5.
- Gattin aus Holzabfällen, Bildhörbuch auf DVD, Hörbuch Hamburg 2011, ISBN 978-3-89903-318-2.
- Max Goldt für alle, die Max Goldt noch nicht kennen, Hörbuch Hamburg 2012, ISBN 978-3-89903-367-0.
- Zweisprachig erzogene Bisexuelle mit Fahrrädern auf dem Autodach, Hörbuch Hamburg 2012, ISBN 978-3-89903-368-7.
- Chloroformierte Vierzehnjährige im Tweed-Kostüm, Hörbuch Hamburg 2013, ISBN 978-3-89903-862-0.
- Schade um die schöne Verschwendung!, Hörbuch Hamburg 2014, ISBN 978-3-89903-844-6.
- Freundin in der Hose der Feindin, Feindin in der Küche des Freunds, Hörbuch Hamburg 2015, ISBN 978-3-95713-006-8.
- Der Mann mit dem Mireille-Mathieu-Bart, Hörbuch Hamburg 2017, ISBN 978-3-95713-076-1.
- Weltstars im Nadelwald, Hörbuch Hamburg 2018, ISBN 978-3-95713-143-0.
- Die Toilette bleibt weiß, Hörbuch Hamburg 2020, ISBN 978-3-95713-202-4.
- Genieß deinen Starrsinn an der Biegung des Flusses, Hörbuch Hamburg 2021, ISBN 978-3-8449-2854-9.
- Komischerweise schrie ich Hallo statt Hilfe, Hörbuch Hamburg 2024, ISBN 978-3-95713-325-0.

### Hörspiel
- Ein Leben auf der Flucht vor der Koralle. (Hörspiel, BR, 1994, zuerst bei der HörVerlag 1997)[33] Hörbuch Hamburg 2005, ISBN 3-89903-186-5.

### Weitere Tonträger
- Schöner für „IHN“ Stärker für „SIE“. Kultuhr Kassette, Berlin 1982.
- L’église des crocodiles. ARO 004, 1983.
- Die majestätische Ruhe des Anorganischen (Musik und Dramolette). ARO 007, 1984.
- Restaurants, Restaurants, Restaurants. Zweiundzwanzig hysterische Miniaturen. Team Records 1986.
- Die Radiotrinkerin & Die legendäre letzte Zigarette (zwei Hörspiele (Dialoge mit fiktiven Figuren), zwei Texte und eine Coverversion von Verdammt, ich lieb’ dich). Fünfundvierzig 1990.
- Nirgendwo Fichtenkreuzschnäbel, überall Fichtenkreuzschnäbel. Fünfundvierzig 1993.
- Musik wird niemals langsam (mit Michael Dubach und Nino Sandow). Fünfundvierzig 1994.
- Ende Juli, Anfang August (streng limitiertes Schlauchalbum mit Heimaufnahmen 1982–1989), LP. Hidden Records 1994.
- Alte Pilze (Historische Heimaufnahmen 1981–1992 Volume II), LP. Hidden Records 1996.
- Legasthenie im Abendwind (Historische Heimaufnahmen 1981–1995 Volume III), LP. Hidden Records 1997.
- Das kellerliterarische Riesenrad (mit Ditterich von Euler-Donnersperg). Fünfundvierzig, 1998.
- Nuuk (Stephan Winkler und Max Goldt): Nachts in schwarzer Seilbahn nach Waldpotsdam. Traumton (CD) bzw. Hidden Records (Vinyl) 1998.
- Bundesratufer. Instrumentals. Captain Trip Records 1999.
- There Are Grapefruit Hearts to Be Squeezed in the Dark. Musiksachen von Kassetten 1981–1983. Gagarin Records 2007.
- Draußen die herrliche Sonne. Musik 1980-2000. Foyer des Arts, Nuuk, Solo, Diverses. 6-CD-Kompilation. Tapete Records 2019.

### Musikclips
- Gleich passiert etwas, Regie: Stephan Guntli für 45 Fieber, SFB 1985